# مفروض‌لی
مفروض‌لی یا مفروض‌لو (ترکی آذربایجانی: Mafruzly  یا Mafruzlu) یک منطقهٔ مسکونی در جمهوری آرتساخ است که در استان مارتاکرت واقع شده‌است.